# Molophilus cristiferus
Molophilus cristiferus är en tvåvingeart som beskrevs av Alexander 1950. Molophilus cristiferus ingår i släktet Molophilus och familjen småharkrankar. Inga underarter finns listade i Catalogue of Life.